# Chakram

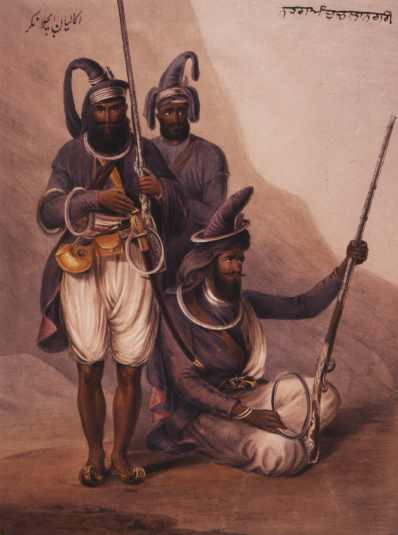
Sikhs mit Chakrams, beschriftet Nihang Abchal Nagar („Nihangs aus Hazur Sahib“), 1844

Das Chakram (von Sanskrit: चक्र, cakra n., Nom. Sg. cakram, dt.: „Kreis“ oder „Rad“) ist eine Wurfwaffe, die in Indien benutzt wurde. Sie besteht aus einem flachen Metallring mit einem scharfen äußeren Rand von 12 bis 30 cm Durchmesser.
Die frühesten Hinweise auf diese Waffe stammen aus den Ramayana- und Mahabharata-Epochen (also um 400 v. Chr. – 400 n. Chr.). Sie wurde von indischen Soldaten – in  späterer Zeit zumeist von Sikhs – verwendet.
Eine Methode des Chakram-Wurfs besteht darin das Chakram rasch um den Zeigefinger zu wirbeln, dann über den Kopf, und zielsicher loszulassen.
Das Chakram hat eine Reichweite von 40 bis 50 Metern. Aufgrund der aerodynamischen Form ist es im Flug seitenwindunempfindlich. Die als Sportgerät bekannten Frisbeescheiben (insbesondere die ebenfalls ringförmigen Aerobies) haben ähnliche Flugeigenschaften.